# Passaporte sul-coreano
O passaporte da República da Coreia (coreano: 대한민국 여권; Hanja: 大韓民國 旅券; RR: Daehan Minguk yeogwon), comumente chamado de passaporte sul-coreano, é emitido para um cidadão sul-coreano para facilitar suas viagens internacionais. Como qualquer outro passaporte, os passaportes sul-coreanos servem como prova das informações pessoais dos portadores, como nacionalidade e data de nascimento. Os passaportes sul-coreanos são emitidos pelo Ministério das Relações Exteriores e são impressos pela Korea Minting and Security Printing Corporation (KOMSCO) desde 1973. Em 21 de dezembro de 2021, foi iniciada a emissão da próxima geração de passaportes biométricos para os cidadãos sul-coreanos, que foi adiada em um ano, conforme planejado, devido à pandemia da COVID-19.

## Tipos

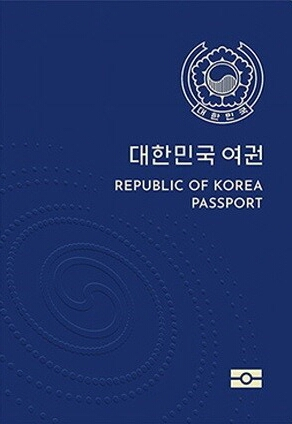
Passaporte comum (일반여권): Emitido para cidadãos normais. Os passaportes comuns são emitidos para um, cinco ou dez anos de validade, dependendo da idade do portador (veja detalhes abaixo).
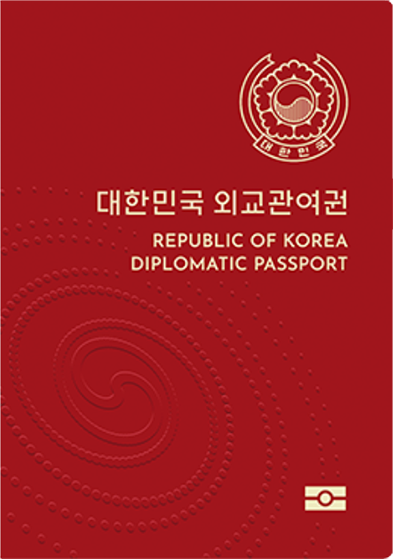
Passaporte diplomático (외교관여권): Emitido para o presidente, o primeiro-ministro, o ministro e os vice-ministros de relações exteriores da Coreia, diplomatas e cidadãos que servem sob termos diplomáticos. Esses passaportes garantem tratamento especial em outros países.
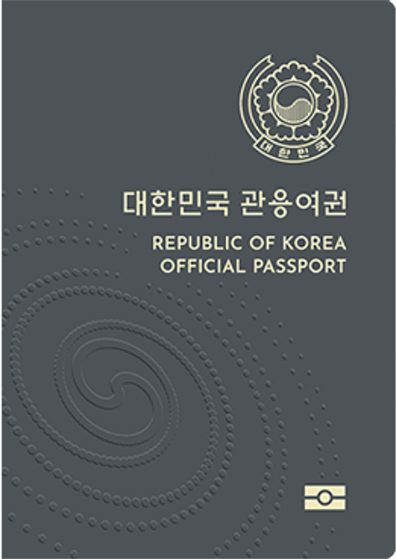
Passaporte oficial (관용여권): Emitido para membros do Parlamento da Coreia, membros das Assembleias Legislativas Provinciais e funcionários públicos do Governo da Coreia, Governos Provinciais e Municípios Locais durante seu mandato.  - Passaporte comum
  - Passaporte diplomático
  - Passaporte oficial

## Expiração e custo[9]
| Tipo           | Múltiplo/único | Validade                                | Número de páginas | Custo                               |
| -------------- | -------------- | --------------------------------------- | ----------------- | ----------------------------------- |
| Biométrico     | Múltiplo       | 10 anos (a partir dos 18 anos de idade) | 58                | KRW 53.000                          |
| Biométrico     | Múltiplo       | 10 anos (a partir dos 18 anos de idade) | 26                | KRW 50.000                          |
| Biométrico     | Múltiplo       | 5 anos (abaixo dos 18 anos de idade)    | 58                | KRW 45.000 (KRW 33,000 for under 8) |
| Biométrico     | Múltiplo       | 5 anos (abaixo dos 18 anos de idade)    | 26                | KRW 42.000 (KRW 30.000 for under 8) |
| Biométrico     | Múltiplo       | Menos de 5 anos                         | 26                | KRW 15.000                          |
| Biométrico     | Único          | Menos de 1 ano                          | 14                | KRW 20.000                          |
| Não biométrico | Único          | Menos de 1 ano                          | 14                | KRW 53.000                          |
| Não biométrico | Único          | Menos de 1 ano                          | 14                | KRW 20.000                          |

- KRW 25.000 para um novo passaporte com a mesma data de validade do passaporte anterior.
- KRW 5.000 para alterar os detalhes do passaporte antigo.

## Aparência física
Os passaportes comuns sul-coreanos são azuis escuros, com o emblema nacional da República da Coreia estampado em dourado no canto superior direito da capa. As palavras "대한민국 여권" (coreano) e "REPUBLIC OF KOREA PASSPORT" (inglês) estão inscritas abaixo do emblema, enquanto o símbolo internacional do passaporte eletrônico () está inscrito na parte inferior direita da capa. Por fim, a marca Taegeuk com círculos pontilhados está gravada em relevo no lado esquerdo da capa.

### Diferença para o passaporte da RPDC
Na Coreia do Norte, a palavra coreana para passaporte é escrita "려권" (ryeogwon), enquanto na Coreia do Sul, a mesma palavra é escrita como "여권" (yeogwon).

### Página de informações de identidade
- Foto do titular do passaporte.
- Tipo (PM ou PR ou PS): Os passaportes PM podem ser usados para várias entradas, enquanto os passaportes PS são válidos para uma única entrada. Os passaportes PR são para coreanos que são residentes permanentes de outros países que não a Coreia.[11] No entanto, o passaporte do tipo PR foi abolido em 21 de dezembro de 2017, e os residentes permanentes de outros países agora recebem um passaporte normal.[12]
- Código do país emissor: KOR
- Número do passaporte: Inclui um total de nove dígitos; nos passaportes emitidos a partir de 25 de agosto de 2008, o número do passaporte manterá os mesmos 9 dígitos, mas o código do local de emissão será alterado para uma única letra "M", indicando passaportes PM, e "S" para passaportes PS. Os 8 dígitos restantes serão o número de série.
- Sobrenome: os passaportes de outras nações, como Bulgária[13] e Grécia,[14] têm o nome do portador escrito na escrita local junto com o alfabeto latino. No entanto, no passaporte sul-coreano, somente o alfabeto latino é permitido para uso nas seções de sobrenome e nome próprio. O nome em escrita local é escrito na seção separada do nome em hangul.
- Nomes próprios.
- Nome Hangul.
- Data de nascimento.
- Sexo.
- Nacionalidade: República da Coreia.
- Autoridade emissora: Ministério das Relações Exteriores.
- Data de emissão.
- Data de expiração.

#### Informações removidas dos novos passaportes desde 21 de dezembro de 2021
Número de identificação pessoal (número de registro de residente da Coreia do Sul): antes de 2015, os passaportes sul-coreanos emitidos para coreanos zainichi não tinham números de registro de residente, refletindo sua isenção estatutária de tributação e alistamento na Coreia do Sul (por outro lado, os coreanos zainichi não tinham permissão para votar. No entanto, a partir de 2012, todos os portadores de passaporte coreano estão qualificados para votar, e, em 2015, os coreanos zainichi foram autorizados a obter um número de registro de residente, independentemente de suas isenções estatutárias).

### Mensagem do passaporte
A mensagem dentro dos passaportes sul-coreanos é escrita em coreano e inglês. A mensagem no passaporte, nominalmente do Ministro das Relações Exteriores da Coreia do Sul, declara:

Em coreano:
이 여권을 소지한 대한민국 국민이 아무 지장 없이 통행할 수 있도록 하여 주시고 필요한 모든 편의와 보호를 베풀어 주실 것을 관계자 여러분께 요청합니다.
Em inglês:
The Ministry of Foreign Affairs of the Republic of Korea requests all whom it may concern to permit the bearer, a national of the Republic of Korea, to pass freely without delay or hindrance and to provide every possible assistance and protection in case of need.

### Idiomas
As partes textuais dos passaportes são impressas em inglês e coreano.

## Passaporte biométrico
O governo sul-coreano emite passaportes biométricos desde fevereiro de 2008 para diplomatas e funcionários do governo, e para a população em geral desde 24 de agosto de 2008.
O Ministério das Relações Exteriores da Coreia do Sul formou o "Comitê para Promoção de Passaportes Eletrônicos" em abril de 2006, que programou a emissão de passaportes biométricos para o segundo semestre de 2008. Em 4 de setembro de 2007, relatos da mídia indicaram que o governo sul-coreano havia decidido revisar sua lei de passaportes para emitir passaportes biométricos que incluíssem informações de impressões digitais: primeiro para os diplomatas, no primeiro trimestre de 2008, e para o público em geral, no segundo semestre do ano. Alguns grupos civis protestaram contra a exigência da impressão digital por considerá-la excessiva, já que a ICAO exige apenas uma fotografia para ser registrada no chip biométrico.
Em 26 de fevereiro de 2008, a Assembleia Nacional da Coreia do Sul aprovou uma revisão da lei de passaportes. Um novo passaporte biométrico foi emitido para diplomatas em março e para o público em geral logo em seguida. As medidas de impressão digital não seriam implementadas imediatamente; no entanto, elas começaram em 1º de janeiro de 2010.
A aparência dos novos passaportes biométricos é quase idêntica à das versões anteriores de leitura óptica, e ambos têm 48 páginas. Entretanto, o espaço para vistos foi reduzido em seis páginas. Essas páginas agora são reservadas para fins de identificação, avisos e outras informações, bem como para os contatos do portador. Nos novos passaportes biométricos, a página principal de identificação foi transferida para a segunda página a partir da parte interna da capa. A nota do Ministro das Relações Exteriores ainda é exibida na primeira página e a assinatura é exibida na página após a identificação com foto.
O novo passaporte biométrico incorpora muitos recursos de segurança, como tinta que muda de cor, holograma, imagem fantasma, tinta infravermelha, entalhe, perfuração a laser do número do passaporte (da terceira página até a contracapa), imagem latente, microimpressão, fio de segurança, tinta sensível a solventes e esteganografia.
Na primeira página, uma advertência sobre o chip biométrico está escrita em coreano,

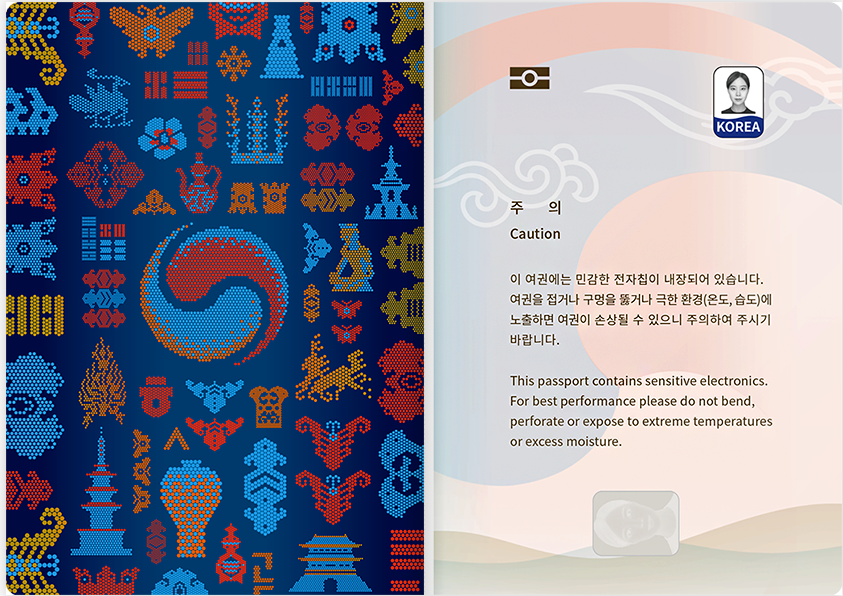
Uma página de precaução para o chip biométrico

"주의 – 이 여권에는 민감한 전자 칩이 내장되어 있습니다. 여권을 접거나 구멍을 뚫거나 극한 환경(온도,습도)에 노출하면 여권이 손상될 수 있으니 주의하여 주시기 바랍니다."
E em inglês,
"This passport contains sensitive electronics, For best performance please do not bend, perforate or expose to extreme temperatures or excess moisture."
As informações de contato dos titulares do passaporte, que originalmente ficavam na contracapa, também foram transferidas para a última página do novo passaporte.

## Novos passaportes emitidos a partir de 2021
O Ministério das Relações Exteriores emite um novo passaporte biométrico desde 21 de dezembro de 2021. O passaporte foi totalmente redesenhado com melhorias na segurança. A página de identificação é feita de policarbonato para dificultar a falsificação. A cor da capa do passaporte comum mudou de verde para azul-marinho. O número de identificação pessoal do portador (número de registro de residente da Coreia do Sul) foi removido do passaporte para maior segurança. O novo passaporte foi originalmente planejado para ser emitido a partir de junho de 2020 para portadores de passaportes diplomáticos e oficiais e em dezembro de 2020 para portadores de passaportes comuns. No entanto, devido à pandemia da COVID-19, o número de cidadãos que viajavam diminuiu, resultando no atraso da introdução do novo passaporte.

## Produção
Em janeiro de 2009, a Korea Minting and Security Printing Corporation levava oito horas para produzir o novo passaporte biométrico e possuía capacidade para produzir 26.500 passaportes por dia.

## Viagem sem visto

Coreia do Sul
Visto não exigido / ESTA / eTA / eVisitor
Visto na chegada
eVisa
Visto disponível online e na chegada
Visto necessário
Viagem proibida pelo governo sul-coreano devido a questões de segurança ou recusa de admissão

As exigências de visto para cidadãos sul-coreanos são restrições administrativas de entrada impostas pelas autoridades de outros países aos cidadãos da República da Coreia. Em 19 de setembro de 2022, os cidadãos sul-coreanos tinham acesso sem visto ou com visto na chegada a 192 países e territórios, classificando o passaporte sul-coreano em segundo lugar no mundo em termos de liberdade de viagem (empatado com o passaporte de Cingapura e uma posição abaixo do passaporte japonês), de acordo com o Henley Passport Index. Além disso, o Passport Index da Arton Capital atualmente classifica o passaporte sul-coreano em terceiro lugar no mundo em termos de liberdade de viagem, com uma pontuação de 165 em isenção de visto (empatado com os passaportes dinamarquês, holandês, francês, finlandês, italiano, luxemburguês, norueguês, cingapuriano, espanhol, sueco e dos Estados Unidos), em 15 de janeiro de 2019.
A partir de outubro de 2018, os passaportes da Coreia do Sul, Brunei e Chile são os únicos que oferecem acesso sem visto a todos os países do G8.

## Viagens intercoreanas
A constituição sul-coreana (República da Coreia) considera a Coreia do Norte (República Popular Democrática da Coreia) como parte de seu território, embora sob uma administração diferente. Em outras palavras, o Sul não considera que ir e voltar do Norte interrompa a continuidade da estadia de uma pessoa, desde que o viajante não aterrisse em território de outro país, ou seja, não coreano.
Entretanto, devido à situação política entre o Sul e o governo socialista isolado Juche da Coreia do Norte, é quase impossível entrar no Norte pelo Sul através da DMZ coreana (saindo da Coreia do Sul pela fronteira norte). Os turistas que desejam entrar na Coreia do Norte precisam passar por outro país, e a maioria entra pela China, pois a maioria dos voos de/para Pyongyang passa por Pequim.
Em geral, os sul-coreanos não têm permissão para visitar a Coreia do Norte, exceto com autorizações especiais concedidas pelo Ministério da Unificação e pelas autoridades norte-coreanas de forma limitada (por exemplo, trabalhadores e empresários que visitam ou se deslocam de/para o Complexo Industrial de Kaesong). Os sul-coreanos que têm permissão para visitar a Coreia do Norte recebem um visto norte-coreano em uma folha de papel separada, não no passaporte sul-coreano. O passaporte da República da Coreia pode ser usado para entrar na Coreia do Norte, pois o passaporte é um dos documentos de identidade aprovados pelo governo, mas serve apenas para comprovar a identidade do portador, não para determinar a residência legal do portador. Os sul-coreanos também podem usar outros documentos de identidade aprovados pelo governo, como a Carteira de Identidade Nacional e a Carteira de Motorista, pois o governo sul-coreano trata a Coreia do Norte como parte da Coreia do Sul e espera que as identidades sul-coreanas sejam aceitas.
Em 1998, a isenção de visto para o resort turístico do Monte Kumgang e para a região industrial de Kaesong foi possibilitada pela "política do sol" orquestrada pelo presidente sul-coreano Kim Dae-jung. Aqueles que desejavam atravessar a DMZ recebiam certificados especiais de viagem emitidos pelo Ministério da Unificação por meio da Hyundai Asan. Em julho de 2008, uma turista chamada Park Wang-ja foi morta a tiros por um guarda norte-coreano em uma praia perto do Monte Kumgang, o que levou à suspensão das excursões. Desde março de 2010, todas as viagens pela DMZ foram suspensas devido às crescentes tensões entre a Coreia do Norte e a Coreia do Sul. Entretanto, em 2018, Kim Jong-un e outros foram à Coreia do Sul pela DMZ e se encontraram com autoridades sul-coreanas. Eles discutiram a reunificação.
Há quatro pontos de controle de fronteira terrestre na Coreia do Sul para viagens entre as Coreias.

## Nações restritas
O governo sul-coreano proibiu o Afeganistão, o Iraque, a Líbia, a Somália, a Síria e o Iêmen como destinos de viagem por motivos de segurança. Devido à invasão russa na Ucrânia, os sul-coreanos também estão proibidos de viajar para esse país.

## Galeria de passaportes sul-coreanos

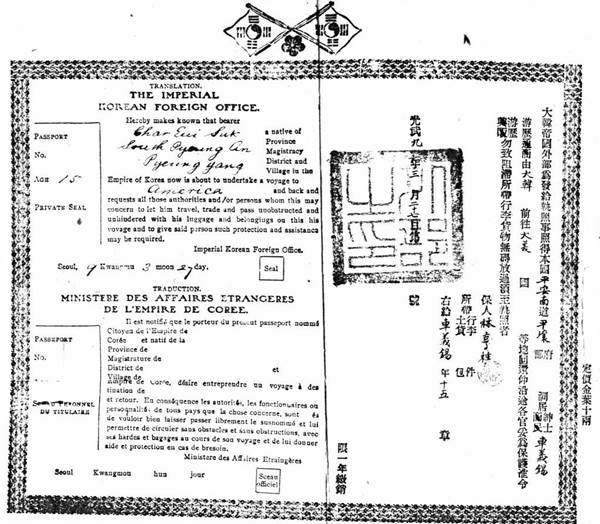
Um passaporte de viagem do Império Coreano emitido em 1905.
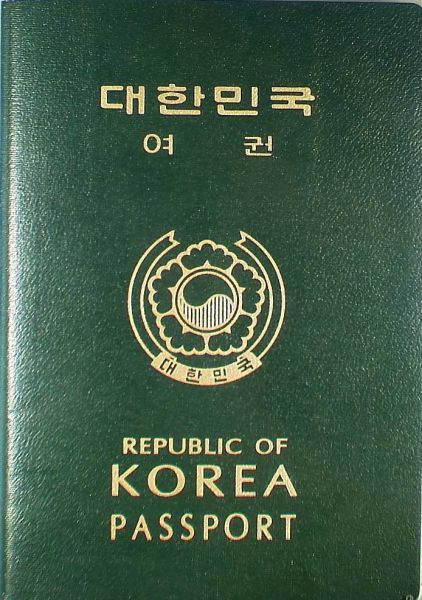
Um passaporte legível por máquina da República da Coreia emitido em 1994.
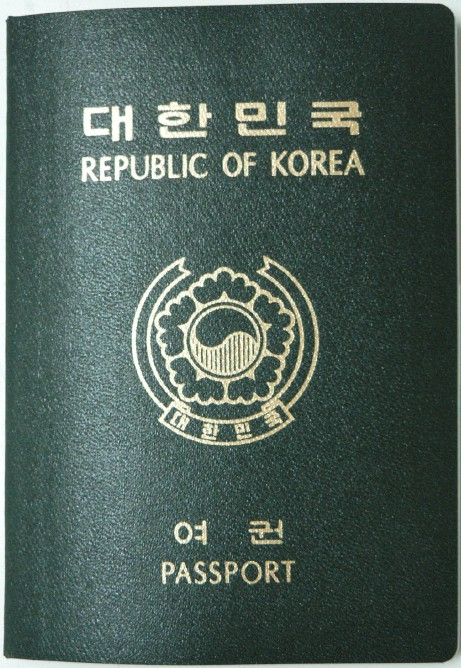
Passaporte da República da Coreia, não biométrico e de leitura automática, emitido em 2005.
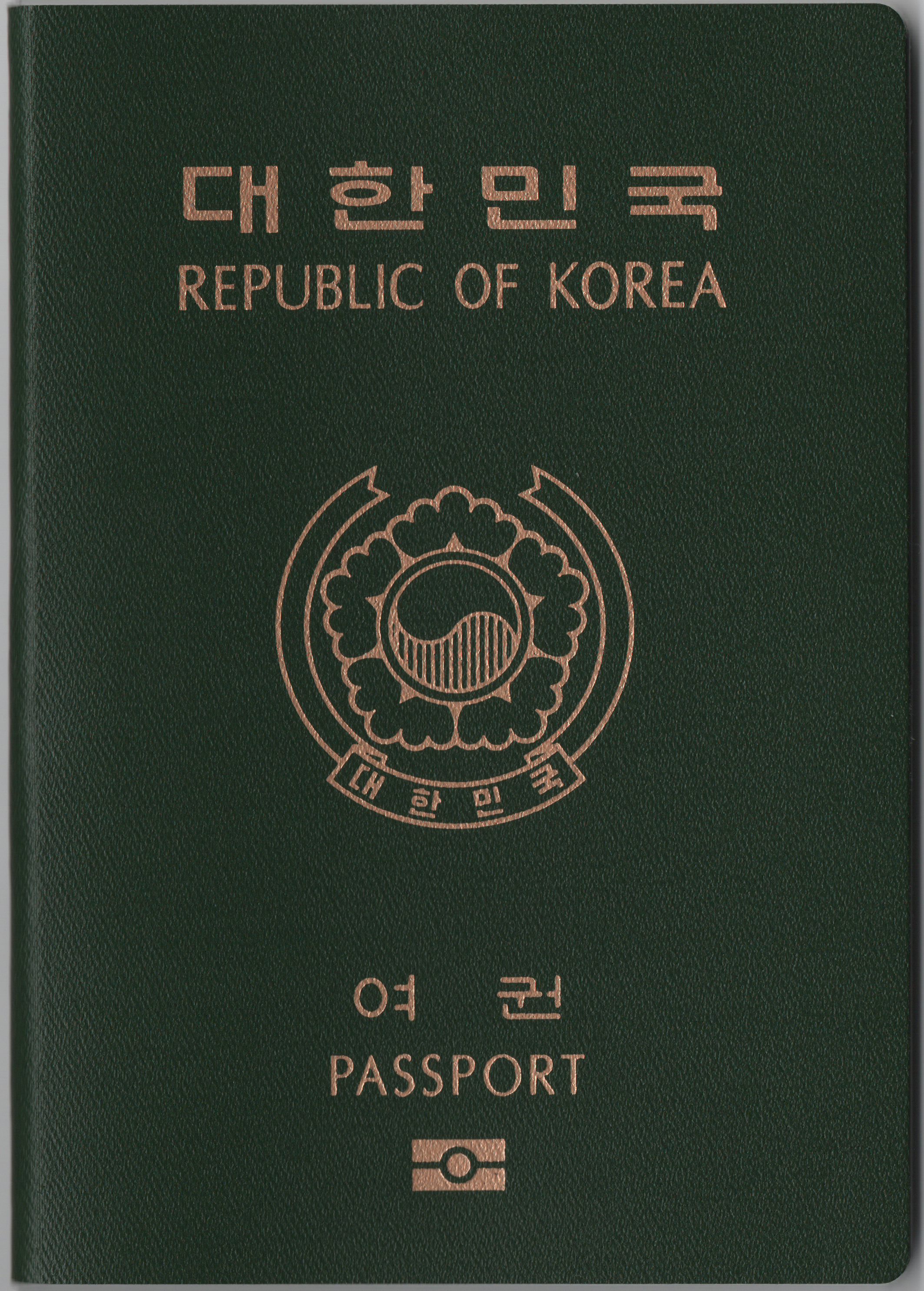
Um passaporte biométrico da República da Coreia emitido entre 25 de agosto de 2008 e 20 de dezembro de 2021.
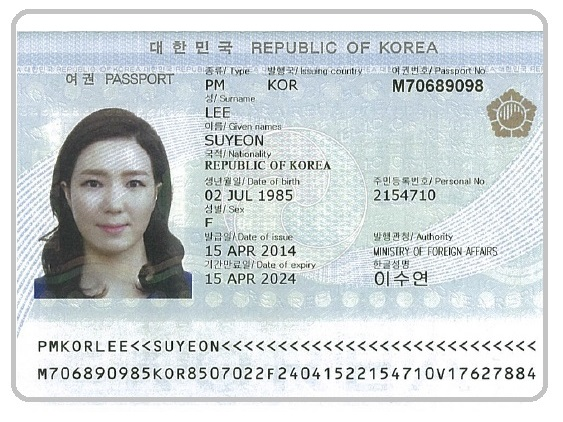
Exemplo da página de informações de identidade do passaporte biométrico da República da Coreia emitido até 20 de dezembro de 2021.
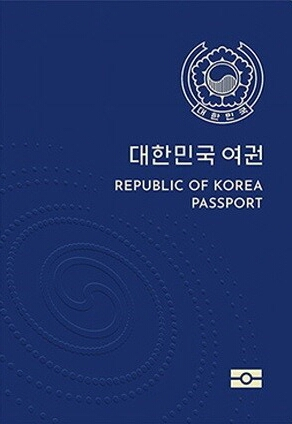
Uma versão atual do passaporte biométrico da República da Coreia emitido a partir de 21 de dezembro de 2021.